# 1 tháng 5
Ngày 1 tháng 5 là ngày thứ 121 (122 trong năm nhuận) trong lịch Gregory. Còn 244 ngày trong năm.

## Sự kiện
- 305 – Hai đồng hoàng đế Diocletianus và Maximianus trở thành những hoàng đế La Mã đầu tiên tự nguyện thoái vị.
- 1707 – Vương quốc Anh và Vương quốc Scotland sáp nhập vào nhau thành lập Vương quốc Đại Anh
- 1786 – Vở Opera Le nozze di Figaro của nhà soạn nhạc Wolfgang Mozart được trình diễn lần đầu tiên tại Wien.
- 1852 – Đồng Peso Philippines được đưa vào lưu thông.
- 1865 – Brazil, Uruguay và Argentina ký bản hiệp ước tạo liên minh chống lại Paraguay trong Chiến tranh Tam Đồng minh, cuộc đại chiến đẫm máu gây nhiều tử thương nhất trong lịch sử Nam Mỹ.
- 1930
  - Phong trào Xô Viết Nghệ Tĩnh khởi đầu với cuộc biểu tình của công nhân Bến Thủy và nông dân ven thành phố Vinh.
  - Sao Diêm Vương chính thức được đặt tên.
- 1931 – Tòa nhà Empire State được khánh thành tại thành phố New York, Hoa Kỳ.
- 1940 – Thế vận hội Mùa hè 1940 bị huỷ bỏ do chiến tranh.
- 1941 – Bộ phim Công dân Kane của đạo diễn Orson Welles công chiếu lần đầu.
- 1945 – Chiến tranh thế giới thứ hai: Chiến dịch Borneo bắt đầu
- 1950 – Guam được tổ chức thành một thịnh vượng chung của Hoa Kỳ.
- 1953 – Đài truyền hình Tiệp Khắc được thành lập nhân ngày Quốc tế lao động.
- 1960 – Chính phủ Ấn Độ thành lập hai bang Gujarat và Maharashtra.
- 1961 – Thủ tướng Cuba Fidel Castro tuyên bố rằng Cuba là một nhà nước xã hội Chủ nghĩa.
- 1970 – Ngày phát sóng đầu tiên của Đài Truyền hình Thành phố Hồ Chí Minh.
- 2003 – Cuộc tấn công Iraq 2003: Tổng thống Hoa Kỳ George W. Bush tuyên bố kết thúc các chiến dịch chiến đấu chính tại Iraq.
- 2004 – Tại Dublin, nơi ở của Thủ tướng Ireland, 10 quốc gia: Síp, Cộng hòa Séc, Estonia, Hungary, Latvia, Litva, Malta, Ba Lan, Slovakia và Slovenia gia nhập Liên minh châu Âu.
- 2009 – Hôn nhân đồng giới được hợp pháp hóa tại Thụy Điển.
- 2011 – Tổng thống Barack Obama tuyên bố rằng Osama bin Laden bị lực lượng của Hoa Kỳ tiêu diệt tại Abbottabad, Pakistan (tức 2 tháng 5 theo giờ Pakistan).
- 2019 – Naruhito đăng cơ ngôi vị Thiên hoàng thứ 126 của Nhật Bản, lấy niên hiệu là Lệnh Hòa.

## Sinh
- 1218 – Rudolf I, Quốc vương La Mã (m. 1291)
- 1326 – Ý Lân Chất Ban, hoàng đế của triều Nguyên, đại khả hãn của đế quốc Mông Cổ, tức ngày Quý Dậu (29) tháng 3 năm Bính Dần (m.1332)
- 1592 – Johann Adam Schall von Bell, nhà truyền giáo, nhà thiên văn học người Đức (m. 1666)
- 1769 – Arthur Wellesley, nguyên soái và chính trị gia người Irelnd-Anh, Thủ tướng Anh Quốc (m. 1852)
- 1818 – Hermann von Tresckow, tướng lĩnh Phổ (m. 1900)
- 1825 – Johann Jakob Balmer, nhà toán học và vật lý học người Thụy Sĩ (m. 1898)
- 1904 – Trần Phú, nhà hoạt động chính trị người Việt Nam (m. 1931)
- 1912 – Đinh Ngọc Liên, chỉ huy dàn nhạc người Việt Nam (m. 1991)
- 1915 – Hoàng Văn Thái, Đại tướng Quân đội nhân dân Việt Nam
- 1924 – Viktor Astafyev, tác gia người Nga (m. 2001)
- 1916 – Nguyễn Hộ, quân nhân, nhà hoạt động người Việt Nam (m. 2009)
- 1926
  - Peter Lax, nhà toán học người Hungaria-Mỹ
  - Lê Trọng Nguyễn, nhạc sĩ người Việt Nam (m. 2004)
- 1928 – Viễn Phương, nhạc sĩ người Việt Nam (m. 2005)
- 1938 – Thanh Sơn, nhạc sĩ người Việt Nam (m. 2012)
- 1946 – Ngô Vũ Sâm, đạo diễn, nhà sản xuất, nhà biên kịch người Hồng Kông
- 1967 – Tim McGraw, ca sĩ và Diễn viên người Mỹ
- 1968 – Oliver Bierhoff, cầu thủ bóng đá và nhà quản lý người Đức
- 1969 – Wes Anderson, đạo diễn, nhà sản xuất, nhà biên kịch người Mỹ
- 1975 – Marc-Vivien Foé, cầu thủ bóng đá người Cameroon (m. 2003)
- 1981 – Aliaksandr Hleb, cầu thủ bóng đá người Belarus
- 1982 – Tommy Robredo Garcés, vận động viên quần vợt người Tây Ban Nha
- 1983 – Park Hae Jin, người mẫu, Diễn viên người Hàn Quốc
- 1986 – Trương Thanh Hằng, vận động viên điền kinh người Việt Nam
- 1987
  - Shahar Pe'er, vận động viên quần vợt người Israel
  - Leonardo Bonucci, cầu thủ bóng đá người Ý
- 1988 – Nicholas Braun, Diễn viên người Mỹ
- 1992 – Hani, thành viên nhóm nhạc nữ EXID, Hàn Quốc

## Mất
- 408 – Arcadius, hoàng đế của Đế quốc Đông La Mã (s. 337)
- 1308 – Albert I, quốc vương của Đức (s. 1255)
- 1555 – Giáo hoàng Marcellô II (s. 1501)
- 1572 – Giáo hoàng Piô V (s. 1504)
- 1859 – John Walker, nhà hóa học người Anh Quốc (s. 1781)
- 1873 – David Livingstone, nhà truyền giáo người Anh Quốc (s. 1813)
- 1904 – Antonín Dvořák, nhà soạn nhạc người Séc (s. 1841)
- 1920 – Margaret, thái tử phi của Thụy Điển (s. 1882)
- 1927 – Oscar Swahn, xạ thủ người Thụy Điển (s. 1847)
- 1939 – Phan Thanh, chính trị gia, nhà giáo, nhà báo người Việt Nam (s. 1908)
- 1945
  - Paul Joseph Göbbels, thủ tướng của Đức (s. 1897)
  - Magda Goebbels, vợ của Paul Joseph Göbbels (s. 1901)
- 1964 – Mikhail Velikanov, nhà thủy văn học người Nga và Liên Xô (s. 1879)
- 1970 – Lý Ngân, thái tử của Đại Hàn đế quốc (s. 1897)
- 1975 – Nguyễn Khoa Nam, tướng lĩnh người Việt Nam (s. 1927)
- 1978 – Aram Khachaturian, nhà soạn nhạc người Liên Xô (s. 1903)
- 1979 – Vil Lipatov, nhà văn, nhà biên kịch người Liên Xô (s. 1927)
- 1994 – Ayrton Senna, vận động viên đua xe ô tô người Brasil (s. 1960)
- 1996 – Hùng Cường (nghệ sĩ) (s. 1936)
- 2009 – Nguyễn Thị Oanh, nhà hoạt động xã hội người Việt Nam (s. 1931)

## Những ngày lễ và kỷ niệm
- Ngày Quốc tế Lao động (nhiều nước)
- Ngày phát sóng đầu tiên của Đài Truyền hình Thành phố Hồ Chí Minh